# Christian Gottfried Daniel Nees von Esenbeck
Christian Gottfried Daniel Nees von Esenbeck (Reichelsheim, Alemanya, 14 de febrer del 1776 - Breslau, 16 de març del 1858) va ser un prolífic botànic, metge, zoòleg i filòsof naturalista alemany. Contemporani del també naturalista Goethe –amb qui va tenir una correspondència intensa– , va descriure 6588 espècies, gairebé tantes com el mateix Linneu. A més de les seves activitats científiques, es va desenrotllar, des dels anys 1830 com a activista social i defensor dels drets dels treballadors. La militància li va costar la càtedra i la pensió.
Va ser president de la Deutsche Akademie der Naturforscher Leopoldina (‘acadèmia nacional alemanya de Ciències') durant trenta anys. Va desenvolupar i internationalitzar-la i hi va admetre com a membre Charles Darwin (1809-1882), entre molts altres naturalistes de renom. Va escriure nombroses publicacions sobre botànica, zoologia i filosofia. Els seus treballs més coneguts tracten dels fongs i algues d'aigua dolça.

## Biografia
Nees von Esenbeck va néixer al Castell Reichenberg, del qual son pare era gerent, al districte d'Odenwaldkreis de l'actual estat alemany de Hessen. Ja de jove s'interessava per la ciència, i després d'estudiar a Darmstadt continua a la universitat de Jena, on es va titular en medicina. Va doctorar el 1800 a la Universitat de Giessen. Treballà de metge de 1800 a 1817. Havia desenvolupat un gran interès en la botànica durant els seus estudis universitaris i va tornar dedicar-s'hi.
El 1816 va ingressar a l'Acadèmia Leopoldina i el 1818 en va ser elegit president, càrrec que va mantenir fins a la mort. L'any següent va ser contractat com a professor de botànica a Erlangen i l'any següent esdevingué professor d'història natural de la Universitat de Bonn novament creada. Hi va crear el Botanische Gärten der Friedrich-Wilhelms-Universität Bonn. El 1831 va ser nomenat catedràtic de botànica de la universitat de Breslau. Va continuar el seu treball taxonòmic, però es va concentrar més en la filosofia, la vulgarització científica i qüestions socials i polítiques.
Va defensar reformes de l'ensenyament universitari i va impulsar a la investigació i la lluita contra les epidèmies com ara el còlera. Va demanar reformes socials generals i es va afiliar al moviment popular cristià i catòlic el 1845. El 1848 va fundar l'Associació de Treballadors de Breslau i va ser elegit al parlament de Prússia com a membre del parlament. A l'Assemblea Nacional de Berlín, on va representar l'extrema esquerra, va esdevenir president del Congrés dels Treballadors i va cofundar la «Germanor dels Treballadors».
Va participar en la revolució alemanya del 1848-1849. Continuava fent conferències sobre política social i el 1851, després d'un expedient disciplinari va ser supspès sense pensió el 1852. Va haver de vendre la seva biblioteca i col·lecció. Els membres de la Leopoldina va fundar una associació per donar-li suport financer. Va morir indigent, però honorat per molts el 1858. En va mantenir la presidència, malgrat maniobres d'uns adjunts que l'en volien remoure.
El seu germà petit, Theodor Friedrich Ludwig Nees von Esenbeck (1787-1837), també va ser botànic.

## Obres
Va publicar un gran nombre d'obres: Handbuch der Botanik, Naturgeschichte der europaïschen Lebermoose, Hymenopterorum Ichneumonibus affnium, Monographiae, genera Europaea et species illustrantes. En col·laboració amb amb Carl von Martius va escriure la Flora brasiliensis i amb Christian Hornschuh i Jacob Sturm la Bryologia Germanica .
- Algae, lichenes, hepaticae, al llibre de Carl Friedrich Philipp von Martius Flora Brasiliensis I, pt. 1 Stuttgartiae et Tubingae: Sumptibus J.G. Cottae, 1833
  - Agrostologia Brasiliensis, seu descriptio graminum in imperio Brasiliensi huc usque detectorum, a Flora Brasiliensis II, pt. 1 Stuttgartiae: Sumptibus J. G Cottae, 1833
  - LinkHepaticae Hedw, a Flora Brasiliensis II, pt. 1 (1833)
  - Florae Brasiliensis cyperographia., a Flora Brasiliensis II (1840)
  - Acanthaceae, a Flora Brasiliensis IX (1847-1851)
- Adjecta est Lepidagathidis, generis ex Acanthacearum ordine, illustratio monographica Vratislaviae ad Viadrum [Breslau]: Grassii, Barthii, 1841
- Agrostopaphia Capensis Halæ 1841[7]
- Archiv für den thierischen magnetisums… 1 Altenburg-Leipzig, F. A. Brockhaus […], 1817
- Beobachtungen und betrachtungen auf dem gebiete des lebens-magnetismus Bremen: C. Schünemann, 1853
- Bryologia germanica oder Beschreibung der in Deutschland un der Schweiz wachsenden Laubmoose, amb Christian Friedrich Hornschuch i Jacob Sturm[8][9]
- Das Leben der Ehe in der vernünftigen Menschheit und ihr Verhältniss zum Staat und zur Kirche Breslau, 1845
- Das Leben in der Religion Rastenburg, 1853
- Das System der Pilze und Schwämme amb Jakob Sturm, 1816[10]
- Das System der speculativen Philosophie. Naturphilosophie I Goglau, 1841
- De Cinnamomo disputatio Bonnæ, 1823
- Die Algen des süßen Wassers, nach ihren Entwickelungsstufen dargestellt Bamberg: C.F. Kunz, 1814
- Die allgemeine Formenlehre der Natur als Vorschule der Naturgeschichte Breslau: F. E. C. Leuckart 1852
- Die demokratische Monarchie. Ein Gesetz-Vorschlag Berlin, 1848
- Die entwickelung der pflanzensubstanz physiologisch chemisch und mathematisch dargestellt Erlangen: J. J. Palm und E. Enke,1819
- Die Staatsheilkunde, oder der Kampf gegen die Epidemieen Wiesbaden: Kreidel, 1852
- Elenchus plantarum horti botanici Bonnensis Bonnae: typ. Kupferbergianis, 1820
- Entwickelungsgeschichte des magnetischen Schlafs und Traums Bonn, 1820
- Enumeratio plantarum cryptogamicarum Javae et insularum adiacentium: quas a Blumio et Reinwardtio collectas 1830[11]
- Florae Africae australioris illustration monographicae Gramineae Glogaviae: sumtibus Prausnitzianis, 1841
- Florae Brasiliensis Cyperographia… Vindobonae: apud F. Beck, 1842
- Genera et species asterearum[12]
- Handbuck der botanik 1820-21[13]
- Handbuch der Pflanzen-Pathologie und Pflanzen-Teratologie 1841-1942[14]
- Horae physicae berolinenses collectae 1820[15]
- Hymenopterorum Ichneumonibus affinium monographiæ, genera Europæa et species illustrantes 1834[16]
- Litterae quibus supremi protectoratus a Friderico Guilelmo IV… pridie Kalendas octobres a MDCCCXL clementissime recepti, prospera auspicia indicantur: adiecta est lepidagathidis, generis ex Acanthacearum ordine, illustratio monographica Vratislaviae: ad Viadrum, ex officina Grassii, Barthii et Sociorum, 1841
- Naturgeschichte der europäischen Lebermoose mit besonderer Beziehung auf Schlesien und Oertlichkeiten des Riesengebirgs 1833-38 (4 volums)[17]
- Plantarum in Horto Medico Bonnensi nutritarum icones selectæ [VI.]. Manip. I. … cum G. Sinning … animadversionibus, ad culturam harum plantarum spectantibus 1824
- Robert Brown's vermischte botanische Schriften Schmalkalden: Th. G. Fr. Varnhagen, 1825
- Carl Moritz Gottsche, Johann Lindenberg, C.G. Nees Synopsis hepaticarum 1844–1847[18]
- Synopsis specierum generis asterum herbacearum 1818[19]
- Systema Laurinarum[20]
- Über das organische Princip in der Erdatmosphäre und dessen meteorische Erscheinungen, 1825[21]
- Uber die Bartmundigen Enzianarten [Gentiana fauce barbata], 1818.